# Famille du Bellay
Pour les articles homonymes, voir Bellay.
 (juin 2023).
- Si vous ne connaissez pas le sujet, laissez ce bandeau (vous pouvez alors contacter les auteurs).
- Si vous supprimez le contenu mis en cause (vous pouvez préalablement contacter les auteurs),

argumentez précisément cette suppression dans la page de discussion
(un manque de référence n'est pas un argument ; une recherche réelle de référence doit avoir été effectuée, être formellement documentée).
La famille du Bellay est une ancienne famille noble de l’Anjou dont les origines remontent au XIIe siècle. Elle devient célèbre à partir du XVe siècle grâce à son action durant la guerre de Cent Ans et au gouvernement de l’abbaye Saint-Florent de Saumur. Par la suite, bien avant la Renaissance, la famille du Bellay devint propriétaire du château de Gizeux, situé à quelques kilomètres au nord-est de Bourgueil dans les limites de la sénéchaussée de Saumur.
Le plus illustre représentant de la  famille est Joachim du Bellay, poète français (1522-1560) de la Pléiade ; membre de la branche aînée de la famille du Bellay, descendant de Jean III.

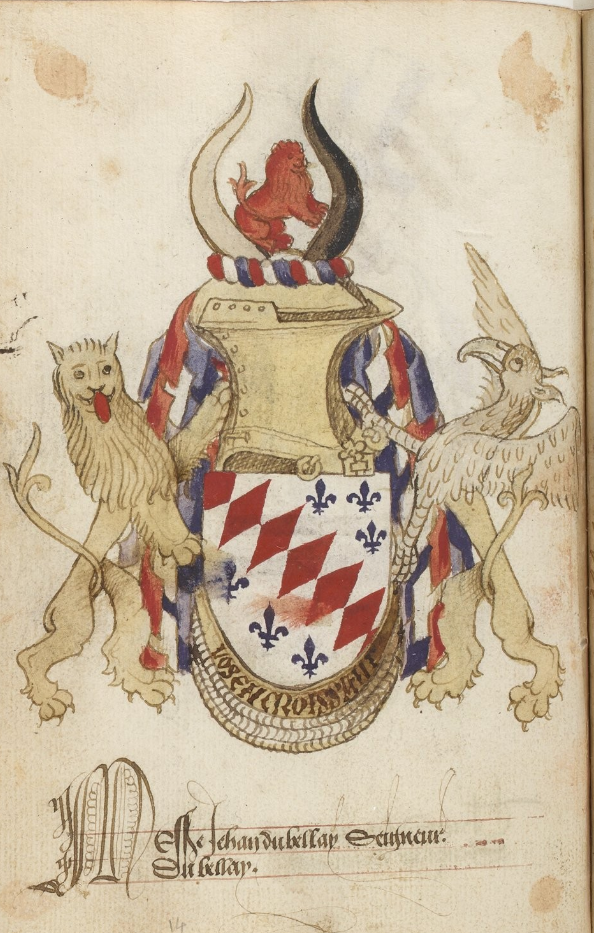
Armoiries de Jean III du Bellay (Statuts de l'Ordre du Croissant)

## Famille du Bellay au Moyen Âge
Famille établie en Anjou (Angers, Allonnes, Gizeux, Liré et la Turmelière, etc.) et qui s'implanta dans le pays de Mayenne par l'alliance vers 1440/1442 de Jean III du Bellay († vers 1480/1482 ; son père Hugues VII et ses trois frères étaient morts aux journées d'Azincourt (Bertrand du Bellay  + 1415), de Cravant (Jean du Bellay + 1423) et de Verneuil (Pierre du Bellay + 1424)), avec Jeanne de Logé (ou Longé, Lougé), dame du Bois-Thibault (à Lassay) et de la Lande[source insuffisante]. La tradition faisait des du Bellay une branche des Berlay de Montreuil-Bellay, mais cela semble infondé. 
Elle tire son nom de la terre du château du Bellay en Allonnes au nord-est de Saumur[source insuffisante]. 

## Branches
Les seigneurs, puis comtes de la Feuillée, furent même chefs de nom et d'armes de la famille du Bellay, et un de leurs cousins, dans sa déposition devant Daniel Voysin de La Noiraye (1666), déclare que les titres dont il peut s'aider « sont dans les châteaux de Gizeux et de la Feuillée, principales demeures des seigneurs du Bellay, princes d'Yvetot et comtes de la Feuillée, ci-devant aînés de ladite maison, décédés sans enfants ».

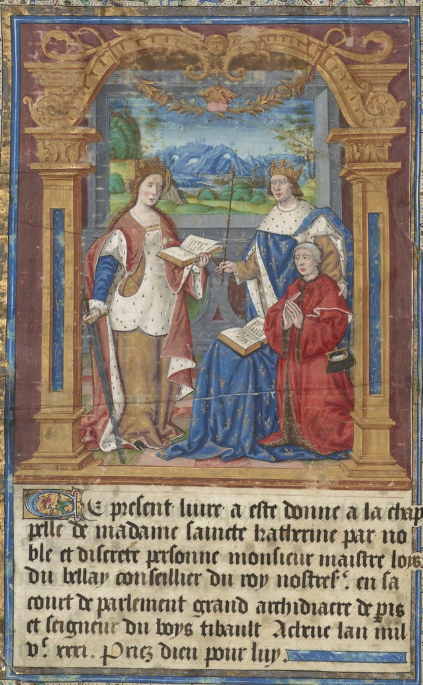
Frontispice du missel de Louis du Bellay

## Arbre généalogique
Hugues VI, seigneur du Bellay et de Villequier, s'était trouvé à la Bataille de Cérisoles et de Montcastel. Veuf en premières noces de Jehanne de Bauçay, il s'était remarié avec Aliénor de Doué qui lui avait apporté la terre de Gizeux, en Touraine.
1. Jean du Bellay (Jean Ier, plutôt que Jean II comme on trouve aussi et qui convient mieux à l'aîné de ses petits-fils, † en 1423) (~1332-1382 Allonnes), fils d'Hugues VI († 1373 ; lui-même fils d'Hugues V le Jeune († 1325) et de Jeanne de Villequier[6]) et d'Aliénor de Doué, dame de Gizeux et d'Avrillé (mariés en 1330), était l'époux en 1361 de Jeanne Souvain du Pallet (~1345-1408) dont il eut plusieurs enfants, dont : 
  1. Hugues VII, mort à Azincourt (~1367-1415) ; époux en 1385 d'Isabeau de Montigny (sans doute -le-Gannelon), dame de La Jousselinière et de Langey (~1360→1429). Il a accompagné Louis II d'Anjou dans toutes ses expéditions en Italie[5]. Il avait eu d'Isabeau de Montigny, héritière de Langey, cinq fils et trois filles.
    1. Jean, sire de Bréhabert, marié à Anne dame de Drouilly-en-Brie : en seraient issus les du Bellay de Brie et de Champagne, plus tard installés en Vendômois (aux Hayes, données en 1634 par César de Vendôme à son fidèle gentilhomme Claude II du Bellay, né vers 1612-† 1692)
    2. Jean (II) ; il était devenu, lors de l'avènement de Charles VII, chambellan du roi, et avait été fait prisonnier par les Anglais à la Bataille de Cravant (1423), et était mort en Angleterre[5]
    3. Bertrand (mort en 1415 à Azincourt) ;
    4. Pierre (mort en 1424 à Verneuil) ;
    5. Jean III du Bellay (1400-1480), époux de Jeanne de Logé, dame du Bois-Thibault (à Lassay) et de la Lande, mort vers 1480/1482 (18 septembre 1481) ;  sgr. du Bellay (en Allonnes), de Gizeux, La Jousselinière et Langey, chambellan de René d'Anjou et du roi Louis XI, chevalier de l'Ordre du Croissant[7][source insuffisante].
      1. Eustache (Ier) (vers 1440-1504), dit le solitaire de Gizeux, sire de Gizeux, du Bellay et du Bois-Thibault, marié en 1461 à Jeanne-Catherine/Perrine (vers 1443-av. 1485), fille de Louis II de Beaumont sgr. du Plessis-Macé, de La Forest, Missé, Commequiers et Thouarcé. Devenu veuf, Eustache entra dans les Ordres sur la fin de sa vie.
        1. René Ier († av. 1532), sgr. du Bellay, de Gizeux et d'Avrillé, de La Forest, du Bois-Thibault, de Commequiers et du Plessis-Macé, baron de La Lande (probablement -de-Lougé) et de Thouarcé, époux vers 1496 de Marquise († ap. 1531), fille de Pierre de Laval-Montmorency
          1. Gilles du Bellay († 1533)
          2. François du Bellay (1502-1553), époux en 1539 de Louise de Clermont (1504-1596), comtesse de Tonnerre
            1. François-Henri du Bellay, sgr. du Bellay (1540-1555)

          3. Louis du Bellay
          4. Eustache (ap. 1500-† 1565), abbé de St-Maur, évêque de Paris en 1551-1563 en tant que successeur de son oncle Jean du Bellay, abbé de Saint-Aubin d'Angers
          5. Jacques († 1580), baron de Thouarcé, sire du Bellay, de la Lande, de Gizeux et d'Avrillé, gouverneur d'Anjou, époux en 1535 d'Antoinette de la Pallu († vers 1551/1555)
            1. René II († 1606), sgr. du Bellay, de la Lande, du Plessis-Macé et de Gizeux, prince d'Yvetot en 1589 par son mariage en 1558 avec Marie du Bellay ci-dessous († 1611), dame de Langey et de Glatigny. Leur tombeau, surmonté de leurs statues en position d'orants, se trouve dans l'église Notre-Dame de Gizeux.
              1. Pierre/Charles, prince d'Yvetot († 1592 à Rouen), x Madeleine d'Angennes
              2. Martin (III) (1571-1637), prince d'Yvetot, marquis de Thouarcé, comte de Maillé en 1611-1619 (par acquisition en 1611, avec Maillé, Benais et Rochecorbon), lieutenant général en Normandie, puis en Anjou, maréchal des camps et armées du roi, chevalier de l'Ordre du Saint-Esprit (1619), x 1° 1594 Louise de Savonnières dame de Monts (leur tombeau, orné pareillement à celui des parents de Martin, se trouve dans la même église), d'où plusieurs enfants, tous † sans postérité :
                1. René du Bellay, marquis de Thouarcé († 1627 prédécédé)
                2. Charles du Bellay (1599-1661 ; sans postérité), prince d'Yvetot, sgr. de Benais, x 1622 Claude-Hélène de Rieux († 1671 ; arrière-petite-fille de François d'Assérac, fils de Jean IV de Rieux). Il aliène le Plessis-Macé par étapes entre 1640 et 1649 (vente finale de la terre du Plessis-Macé à Jacques Danes, évêque de Toulon) : mais son cousin Guy du Bellay de la Courbe, petit-fils d'Eustache de Commequiers ci-après, en obtient le retrait lignager en 1650

              3. Marie-Madeleine du Bellay, x Georges Ier Babou de La Bourdaisière (fils de Jean Babou) : Postérité de leur fille Marie Babou († ap. 1617 ; sœur héritière de son frère Georges II Babou, † 1615), x 1602 Charles-Saladin de Savigny d'Anglure d'Étoges (1573-av. 1617)[8], avec l'héritage de Thouarcé, de Gizeux et d'Avrillé, ainsi que le titre de marquis du Bellay
              4. Anne du Bellay, x Antoine d'Appelvoisin de la Châtaigneraie : d'où la suite des Princes d'Yvetot

            2. Eustache (II) du Bellay de Commequiers († vers 1589 ou vers 1608 ?), x Guyonne d'Orenge, dame de de la Courbe, de la Feuillée, de Launay-Morel et la Sénéchaussière, de Linières, d'où la lignée des seigneurs de ces fiefs, plus Bois-Thibault, la Pallu, et le Plessis-Macé en 1650-1678, et plus Benais vers 1661 ; l'héritière Catherine-Félicité du Bellay de la Pallu (1707-1727) épouse en 1722 Anne Auguste de Montmorency, prince de Robecq (1679-1745), d'où postérité[9].
              1. Charles du Bellay x Radegonde des Rotours
                1. Madgelon du Bellay
                2. René du Bellay x Marie de Thou, fille de Jacques-Auguste II de Thou x René de la Marzellière. Il prend le titre de marquis du Bellay lorsque le dernier représentant de la branche aînée de sa famille, Charles, marquis du Bellay, prince d'Yvetot, venait de mourir sans postérité, et que René se trouvait par là chef du nom et des armes[10].
                  1. Marie du Bellay, morte en 1663.

              2. Pierre du Bellay x Barbe d'Aulnières, veuve de Robert des Rotours
                1. Barbes, née en 1586[11]

              3. René du Bellay de la Feuillée[12]. abbé de Fontaine-Daniel.
              4. Jacques du Bellay 
                1. Louise du Bellay de la Pallu

              5. Marquise du Bellay
              6. Renée du Bellay
              7. Léonore du Bellay, femme de Jacques de Malnoë
              8. Gabrielle du Bellay, femme de Renaud de Sévigné

          6. René du Bellay
          7. Anne du Bellay, abbesse d'Étival
          8. Madeleine du Bellay, abbesse de Nyoiseau
          9. Catherine du Bellay († 1529), x 1514 Jacques II Turpin de Crissé (vers 1491-vers 1551)
          10. Jeanne du Bellay, x 1° 1518 Tristan de Châtillon-branche de (Porcien)-Bouville-Moncontour-Argenton († 1528), et 2° 1528/1529 Charles du Bouchet de Puy-Greffier, d'où Françoise du Bouchet, x Artus de Cossé-Brissac (1512-1582), le maréchal de Cossé, sgr. de Gonnord et comte de Secondigny  (voir plus bas)

        2. Louis du Bellay de Commequiers, archidiacre de Paris, mort en 1523 ;
        3. Thibault du Bellay, religieux à Saint-Florent de Saumur ;
        4. Louise du Bellay, épouse en 1491 Olivier Mérichon, seigneur des Halles de Poitiers (un fief marchand ; fils de Jehan Mérichon) ;
        5. Jeanne du Bellay, sans alliance ni postérité ;
        6. Michelle du Bellay, sans alliance ni postérité ;
        7. Jean (vers 1480-vers 1523/1527), gouverneur de Brest, marié en 1504 (?) ou 1521 à Renée-Catherine de Chabot (vers 1490-1530), héritière de Liré et de La Turmelière, dame de Gonnor(d) ; ils eurent :
          1. Catherine du Bellay (°1505 ? Nantes - 1590), mariée en 1534 avec Christophe du Breil. En 1562, elle devient Dame de la Turmelière et de Liré après le décès de ses deux frères. En 1643, son arrière-arrière-petite-fille Marie du Breil transmet Liré et La Turmelière à son mari Jean de La Bourdonnaye-(branche de Bratz et de Couëtcandec)
          2. René du Bellay (°1507 ?-1551), mariée avec Madeleine de Malestroit-Châteaugiron de La Pescrie
            1. Claude du Bellay, Baron de Gonnor (1540-1562). Gonnor(d) est acquis par Artus de Cossé (1512-1582 ; voir plus haut)

          3. Joachim du Bellay (1522-1560), le célèbre poète (sans alliance ni postérité)

      2. Louis, abbé de Saint-Florent de Saumur de 1474 à 1504
      3. Jean Ier (1445-1522), seigneur de La Flotte par son mariage, chevalier de l’Ordre du Roi, créateur de la branche de La Flotte et de Hauterive en Argentré, épouse Thomine de Villiers, dame de La Flotte et de Hauterive (+1518) dont eurent un fils :
        1. Jean II (1503-1547), baron de La Flotte et seigneur de Hauterive, chevalier de l’Ordre du Roi, épouse 1° 1523 Françoise de Villeprouvée (à St-Aubin semble-t-il ; il existe aussi Villeprouvée à Ruillé), et 2° 1533 Françoise, fille d'Antoine de Mailly, d'où : (du 1°) 2 filles, dont Renée du Bellay († 1567 ; x 1540 Louis du Plessis-Châtillon) ; et (du 2°) 5 enfants, dont un fils :
          1. René Ier du Bellay (1545-1596), baron de La Flotte, chevalier de l’Ordre du Roi, épouse Jeanne de Souvré, sœur du maréchal Gilles :
            1. René II du Bellay († 1621), chevalier des ordres du roi, baron de la Flotte, seigneur de Belle-Fille et Chemeré le Gaudin (du chef de sa femme), et de son chef, seigneur d'Argentré et de Hauterive, lieutenant pour le roi dans la province du Maine. Épouse Catherine Le Voyer (alias Vayer) de Lignerolles, d'où trois filles, dont : 
              1. Renée du Bellay (née vers 1592-† vers 1616/1625), femme en 1608 de Charles de Hautefort : Parents de Marie de Hautefort

      4. Louis (+~1522), sire de Langey, marié à Marguerite de Maillé de la Tour-Landry, dame de Glatigny
        1. Guillaume du Bellay (1491-1543) militaire français, vice-roi du Piémont ;
        2. Martin (II) du Bellay (1495-1559) militaire français, Prince d'Yvetot par son mariage avec Élisabeth Chenu (1518-1589) ;
          1. Marie du Bellay († 1611), Princesse d'Yvetot, dame de Langey et de Glatigny, x 1558 René II du Bellay († 1606) ci-dessus
          2. Catherine du Bellay, x Charles de Beaumanoir-Lavardin (1522-tué lors de la St-Barthélemy en 1572)

        3. Jean du Bellay (1492 ou 1498-16 février 1560), cardinal, évêque de Paris, de Bayonne et de Limoges, archevêque de Bordeaux, diplomate français ;
        4. René du Bellay (1500-1546), religieux français, évêque du Mans et de Grasse ;
        5. Jacques du Bellay, décédé en 1528 ;
        6. Renée du Bellay, mariée à Ambroise de Gravy, eut une fille, Claude de Gravy, mariée à Arthur de Maillé, gouverneur de l'Anjou.
        7. Louise du Bellay ;

      5. René, abbé de Notre-Dame-la-Grande de Poitiers ;
      6. Jeanne, mariée à Louis Auvé (~1432-1505), dame de Soulgé-le-Bruant ;
      7. Françoise, abbesse de la Trinité de Caen ;
      8. Jeanne, fondatrice des Cordelières de la Flèche.
      9. Philippa, mariée le 26/08/1456 avec Jean II d'Angennes, sgr. de Rambouillet (+>1474)
      10. Martin (Abbé, prieur de Saint-Michel de Thouars)
      11. Jacqueline mariée à Jean d'Ancerville.

    6. Philippe, abbesse du Ronceray, morte en 1455 ;
    7. Jean (VI) dit le Jeune († 1479), abbé de Saint-Florent de Saumur, évêque de Fréjus, puis de Poitiers[13] ;
    8. Catherine, épouse de Louis de Trémangon ;

  2. Jeanne (~1390→1465 Thouars), épouse de Jean Rouault, seigneur de Boisménard (~1378-1424 Piseux) : Parents du maréchal Joachim ;
    1. (certains ajoutent Siméon du Bellay ?, qui serait la souche d'une autre famille champenoise, les du Bellay de Bragelogne, de Chevigny : Chevigny ?, et de Congy) (pour les deux familles champenoises[14]).

  3. Jean du Bellay, dit l'Aîné ou Jean (V) du Bellay, abbé de Saint-Florent de Saumur (1404-1431)[15][source insuffisante] ; peut-être souche, par Guyon qui serait son fils naturel, des du Bellay sires d'Athée en Anjou (à Longué[16]).